# L'appuntamento (film 1914)
L'appuntamento è un film muto italiano del 1914 diretto da Giuseppe De Liguoro.